# The Seduction of Ingmar Bergman
The Seduction of Ingmar Bergman är en musikal skriven av bröderna Ron och Russell Mael i gruppen Sparks, på uppdrag av Radioteatern vid Sveriges Radio. Urpremiären ägde rum den 14 augusti 2009 på Södra teatern i Stockholm.

## Handlingen
Efter sitt internationella genombrott vid filmfestivalen i Cannes 1956 förflyttas Ingmar Bergman magiskt från en biograf i Stockholm till Hollywood, där filmmoguler försöker övertala honom att flytta till USA. Bergman väljer till sist att fly och förflyttas med hjälp av en oväntad räddare på nytt, nu tillbaka till Stockholm där han tas emot av jublande människor.

## Produktionen
Sparks uppdrag var mycket fritt - det svenska språket skulle dock komma till användning. Bröderna valde bland de svenska fenomen som är kända internationellt, och fastnade för Ingmar Bergman, kring vilken de skapade en fiktiv berättelse. De har inspirerats av Ingmar Bergman, men även av Orson Welles sätt att använda radiomediet. Bröderna hoppas att senare kunna använda musikalen i en filmproduktion.

## I rollerna
- Jonas Malmsjö: Ingmar Bergman
- Russell Mael: Hollywoodmogul
- Ron Mael: chaufför
- Saskia Husberg: tolken, eskortflickan
- Marie-Chantal Long: konferencier
- Elin Klinga: Greta Garbo

## Musikalbum
Musikalen gavs ut på CD i begränsad upplaga av Sveriges Radio i samband med premiären.